# Vip Collection
Vip Collection é uma série de álbuns de coletânea lançados pela MZA Music em parceria com a Microservice.

## Álbuns lançados
- Vip Collection: Bebeto
- Vip Collection: Belchior
- Vip Collection: Chico César
- Vip Collection: Evaldo Gouveia
- Vip Collection: Emílio Santiago
- Vip Collection: Jorge Aragão
- Vip Collection: Martinho da Vila
- Vip Collection: Pula Fogueira
- Vip Collection: Renata Arruda
- Vip Collection: Rita Benneditto
- Vip Collection: Rita Ribeiro
- Vip Collection: Zeca Baleiro